# Roberto II de Genebra
Roberto II de Genebra nasceu em 1342 e morreu em Avinhão a 16 Set. 1394. Um dos dez filhos de Amadeu III de Genebra e de Matilde de Auvérnia que estiveram à frente do condado de Genebra, Roberto sucedeu ao seu irmão Pedro em 1392.
Em princípio destinado à vida religiosa, em 1361 foi nomeado Bispo de Thérouanne e em 1368 Arcebispo de Cambrai, tendo sido feito cardeal em 1371. Durante a sua carreira inicial na Igreja, Clemente VII foi legado dos papas de Avinhão.
Roberto deveria ter seguido a linhagem dos Condes de Genebra depois da morte do seu irmão Pedro em 1392, se entretanto e para combater a hegemonia que Roma, que  queria ter sobre os papas, ele não tivesse sido o primeiro Antipapa Clemente VII em Avinhão.
Sem mais descendestes varões da enorme descendência do seu pai, Amadeu III de Genebra, o ramo da Casa de Genebra parte para a  Casa de Thoire
Curioso notar que a Casa de Genebra, que durou mais de 400 anos, começa e acaba com um Roberto, Roberto I de Genebra e Roberto II.
| Antecessor                                | Roberto II de Genebra (1342- †1394) | Sucessor                 |
| ----------------------------------------- | ----------------------------------- | ------------------------ |
| Pedro I de Genebra                        | Conde de Genebra 1392 - 1394        | Humberto II de Thoire    |
| Fim da ramo directo dos Condes de Genebra |                                     | Início do ramo de Thoire |